# Дельта (Астраханська область)
Дельта (рос. Дельта) — селище у Красноярському районі Астраханської області Російської Федерації.
Населення становить 86 осіб (2013). Входить до складу муніципального утворення Бузанська сільрада.

## Історія
Населений пункт розташований на території українського етнічного та культурного краю Жовтий Клин. Від 1925 року належить до Красноярського району.
Згідно із законом від 6 серпня 2004 року органом місцевого самоврядування є Бузанська сільрада.

## Населення
| 2002 | 2010 | 2011 | 2012 | 2013 |
| ---- | ---- | ---- | ---- | ---- |
| 83   | ↘72  | ↗89  | ↘83  | ↗86  |